# Algoritmo yarrow

Esquema de bloco genérico de Yarrow

O algoritmo yarrow é um gerador de número pseudo-aleatório criptograficamente seguro. O nome é tirado da planta yarrow, cujo caule é utilizado no I Ching como um agente aleatório.
O algoritmo foi projetado por Bruce Schneier, John Kelsey, e Niels Ferguson do Counterpane Labs. O algoritmo Yarrow não é patenteado e é livre de royalties, portanto não é necessário licença para usá-lo. O yarrow é incorporado no Mac OS X e FreeBSD na implementação dos seus dispositivos /dev/random.
O projeto Fortuna é um aperfeiçoamento do algoritmo yarrow, criado por Ferguson e Schneier e descrito no livro Practical Cryptography.